# 別氏荷馬條鰍
別氏荷馬條鰍（學名：Homatula berezowskii）為輻鰭魚綱鯉形目條鰍科荷馬條鰍屬的其中一種，分布於亞洲中國雲南省薩爾溫江流域，體長可達13.7公分，棲息河川底層水域，生活習性不明。

## 扩展阅读
維基物種上的相關：別氏荷馬條鰍